# カスキ郡
カスキ郡（カスキぐん、Kaski District）は、ネパール中部のガンダキ州の郡。
郡都はポカラ。かつてはラムジュン郡とともにラナ家の直轄地であった。
2021年国勢調査の人口は59万9504人。
面積は2017km²。

## 著名人

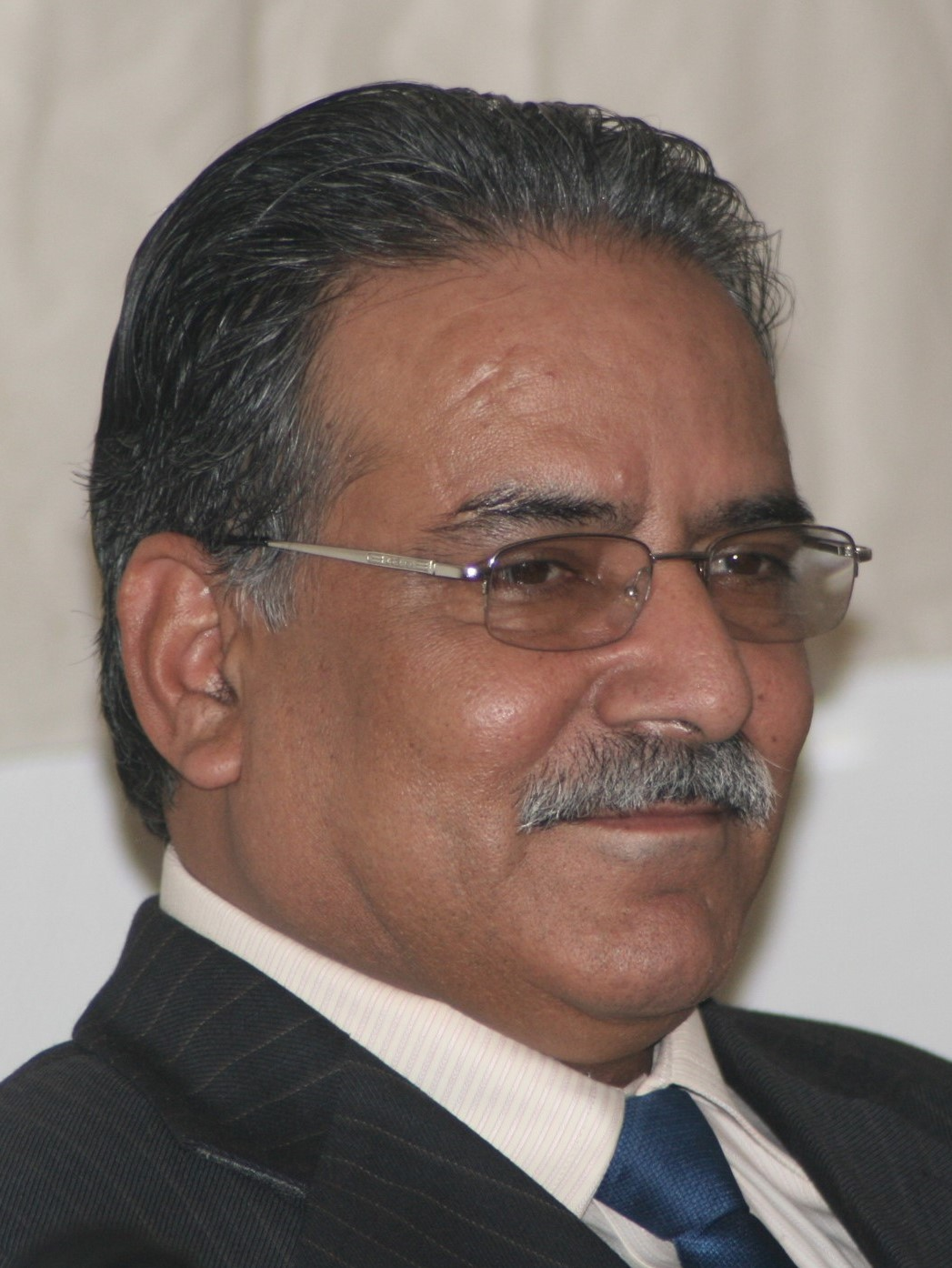
プラチャンダ

- プラチャンダ（प्रचण्ड）：1954年12月11日～。第2代首相(2008年8月15日～2009年5月4日)。第8代首相(2016年8月3日～)。

カスキ郡
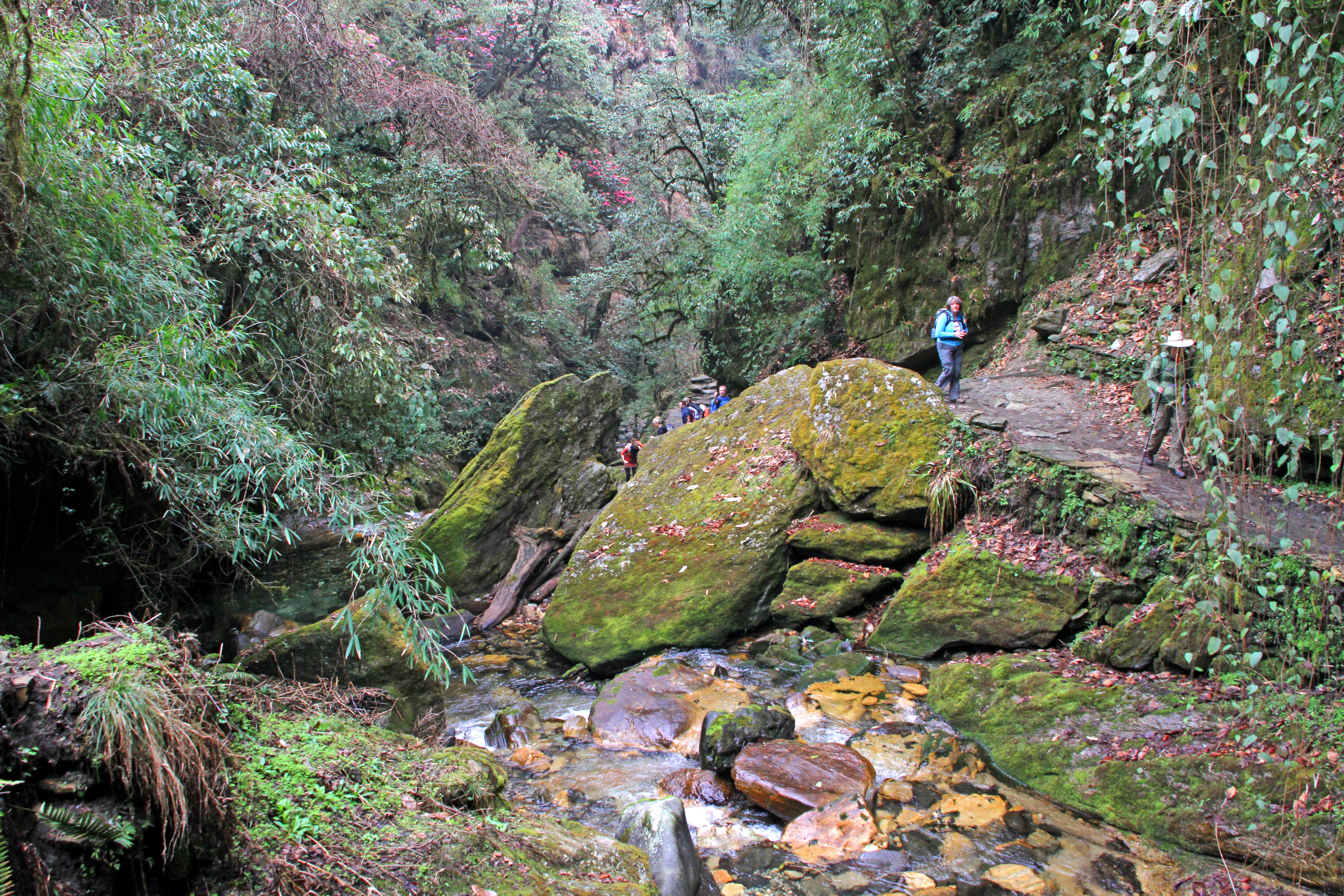
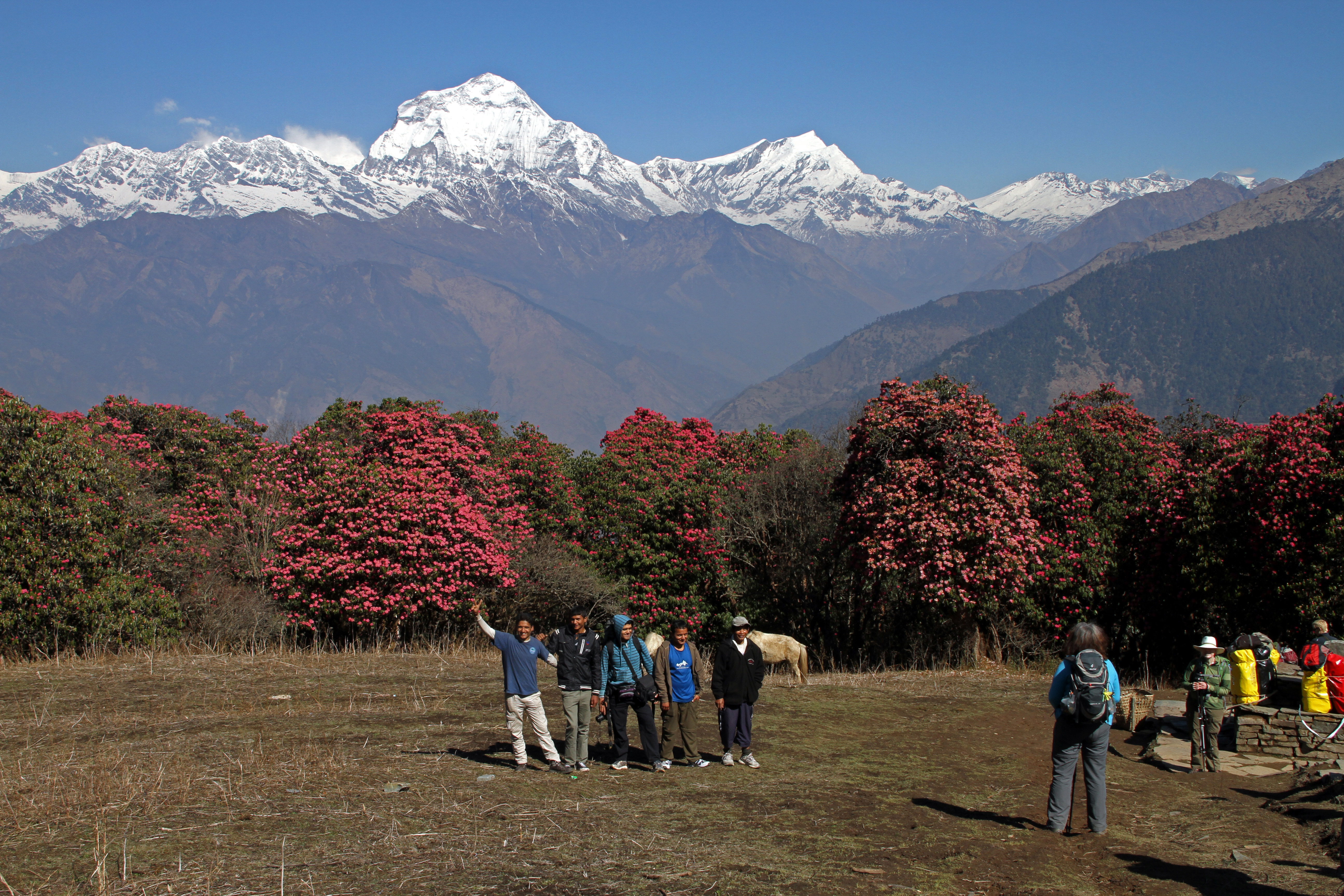
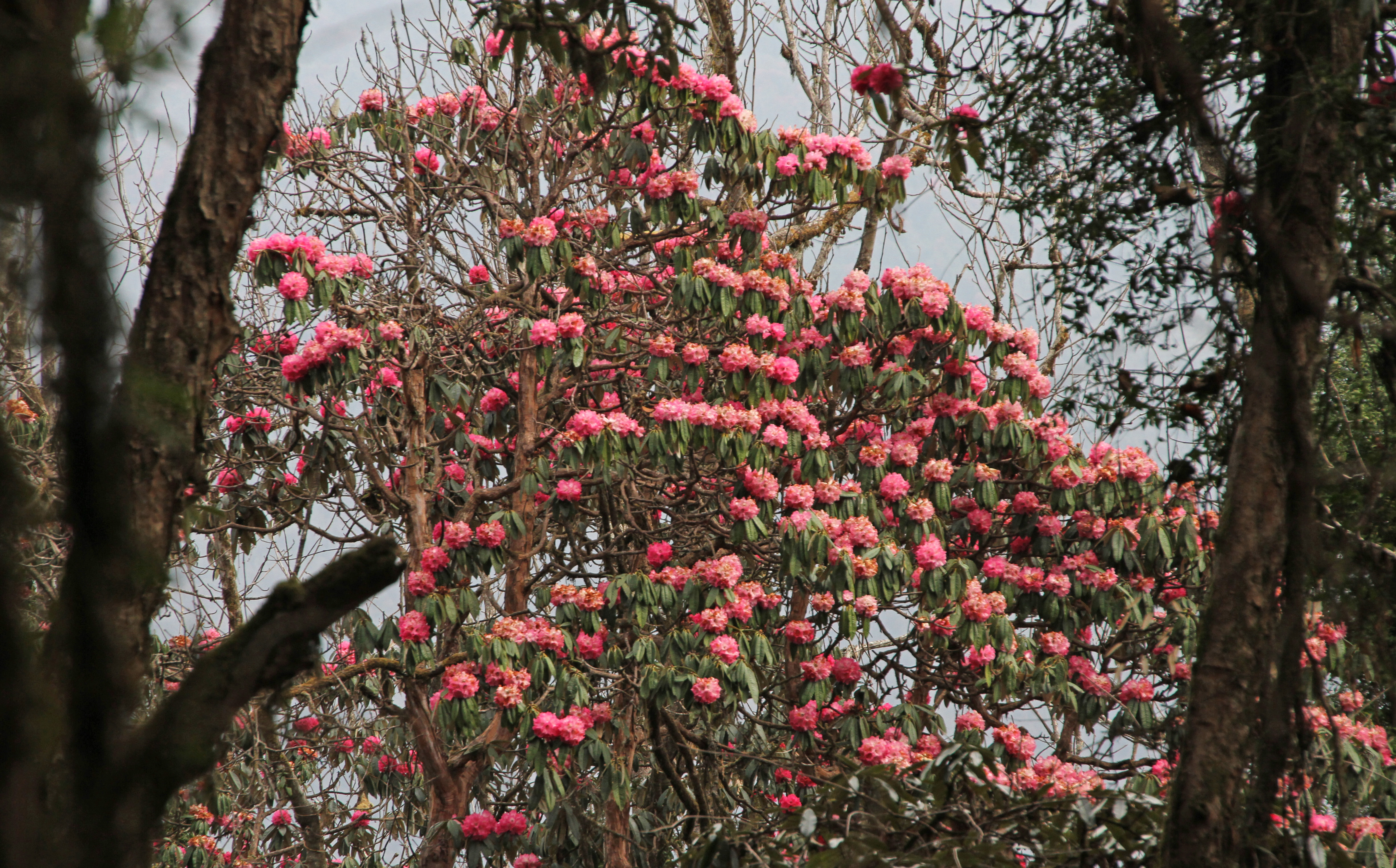
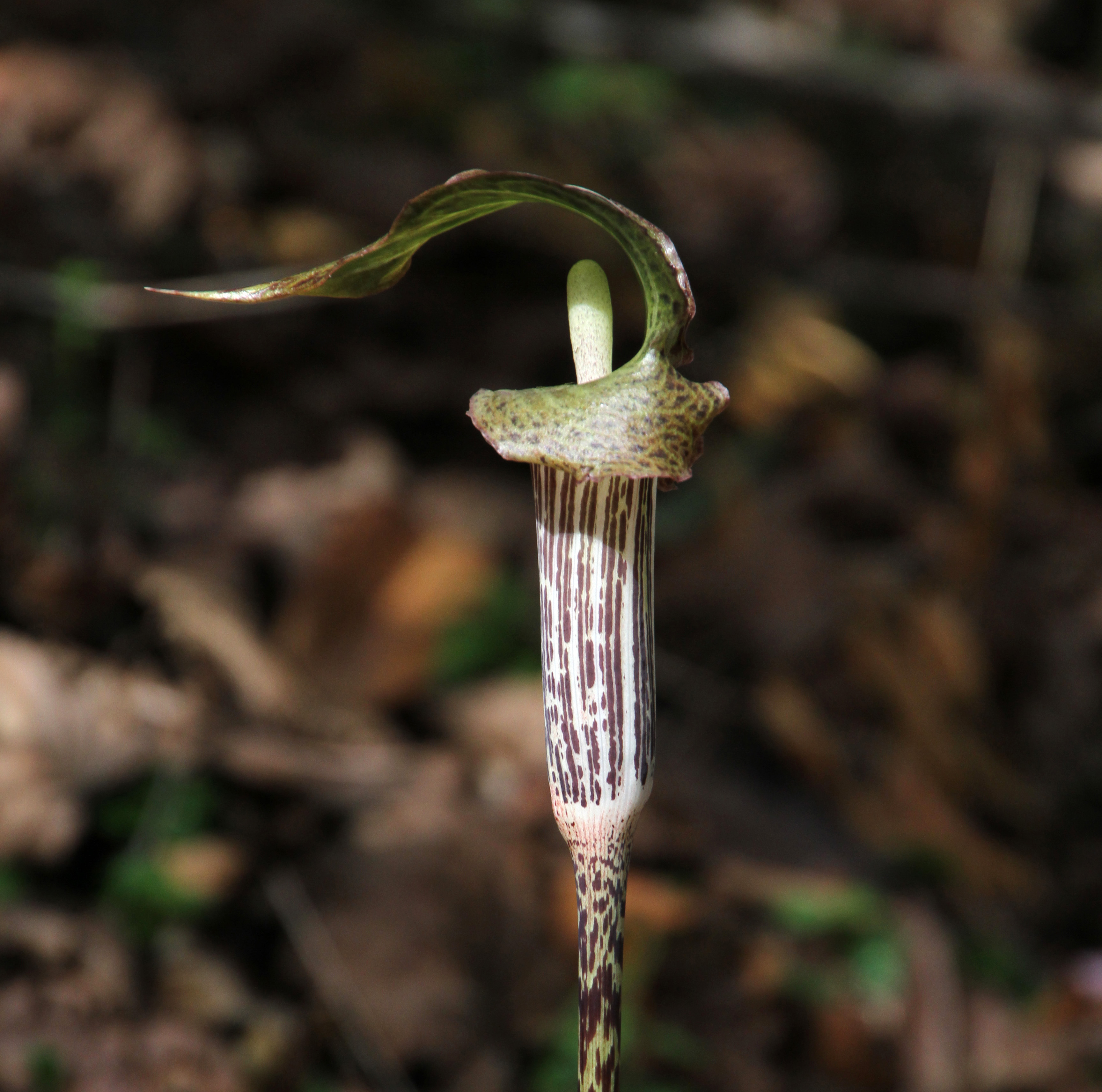
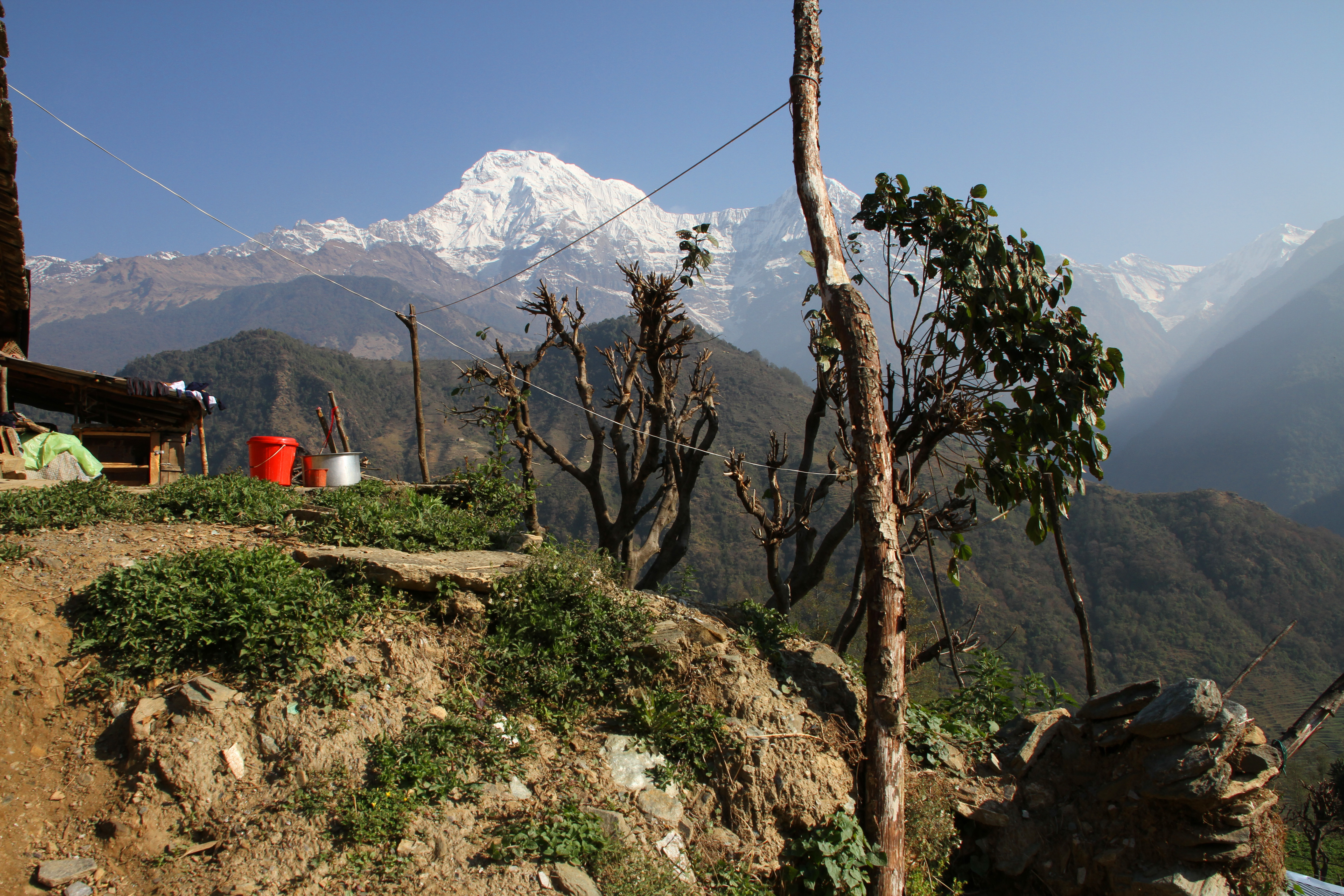
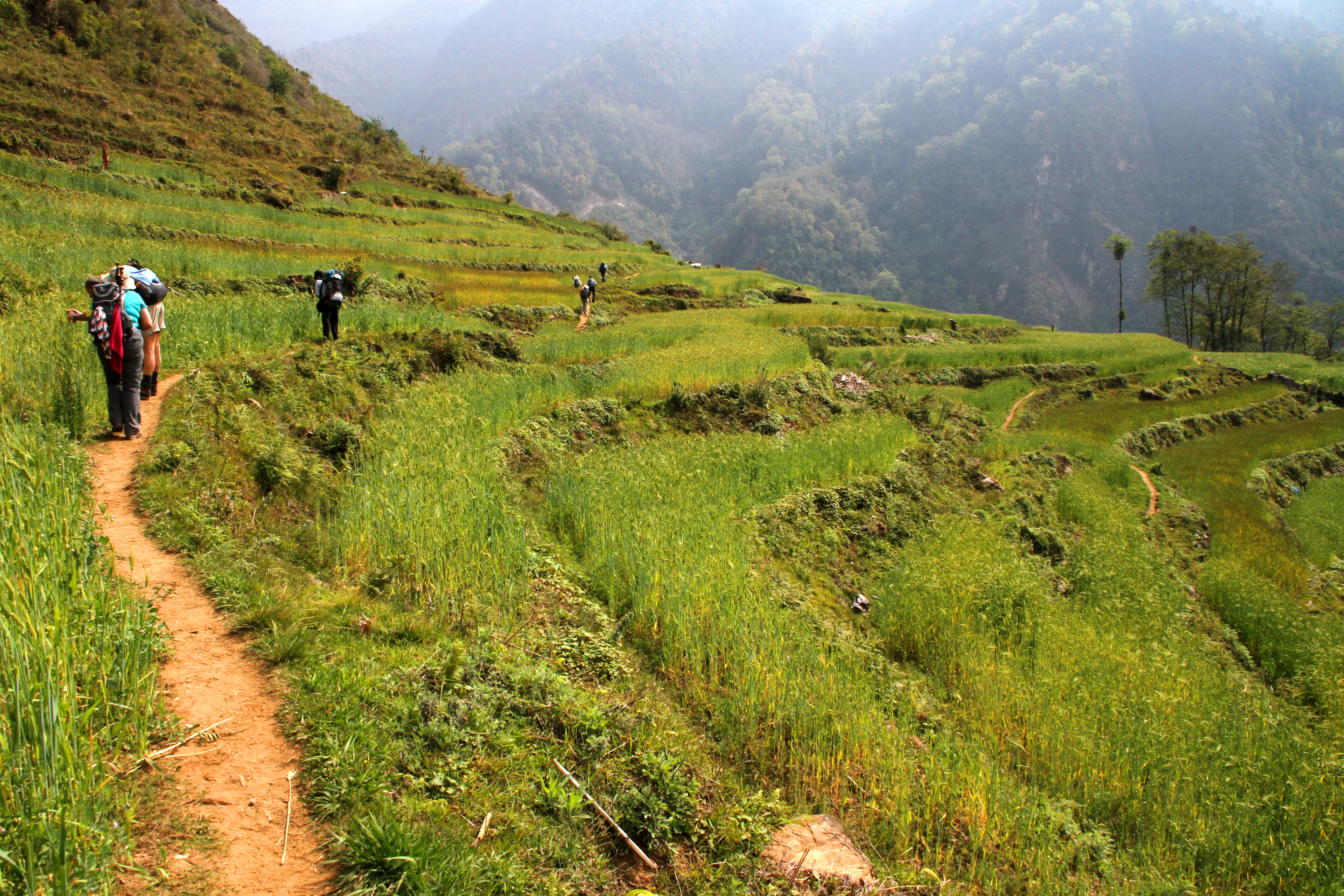
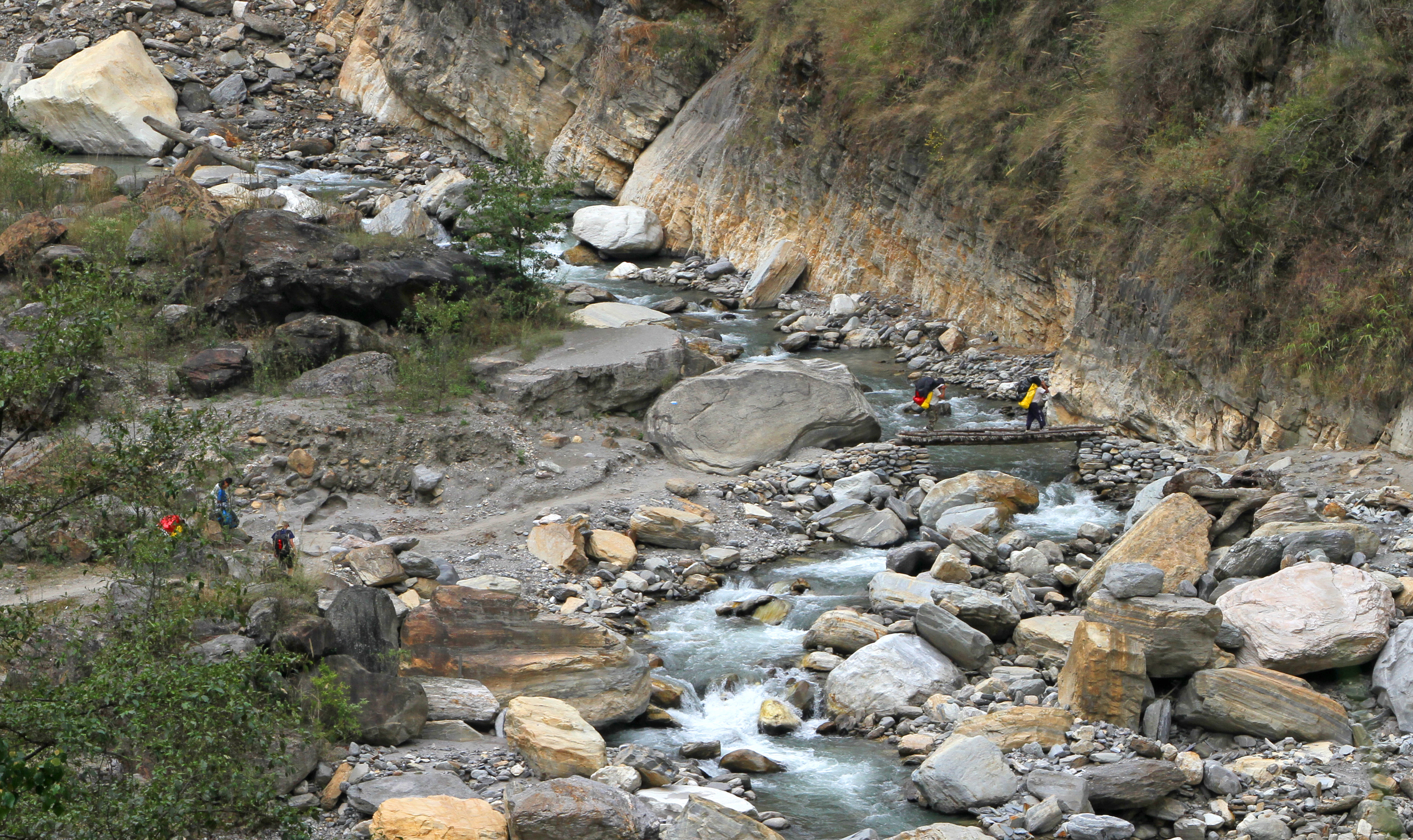
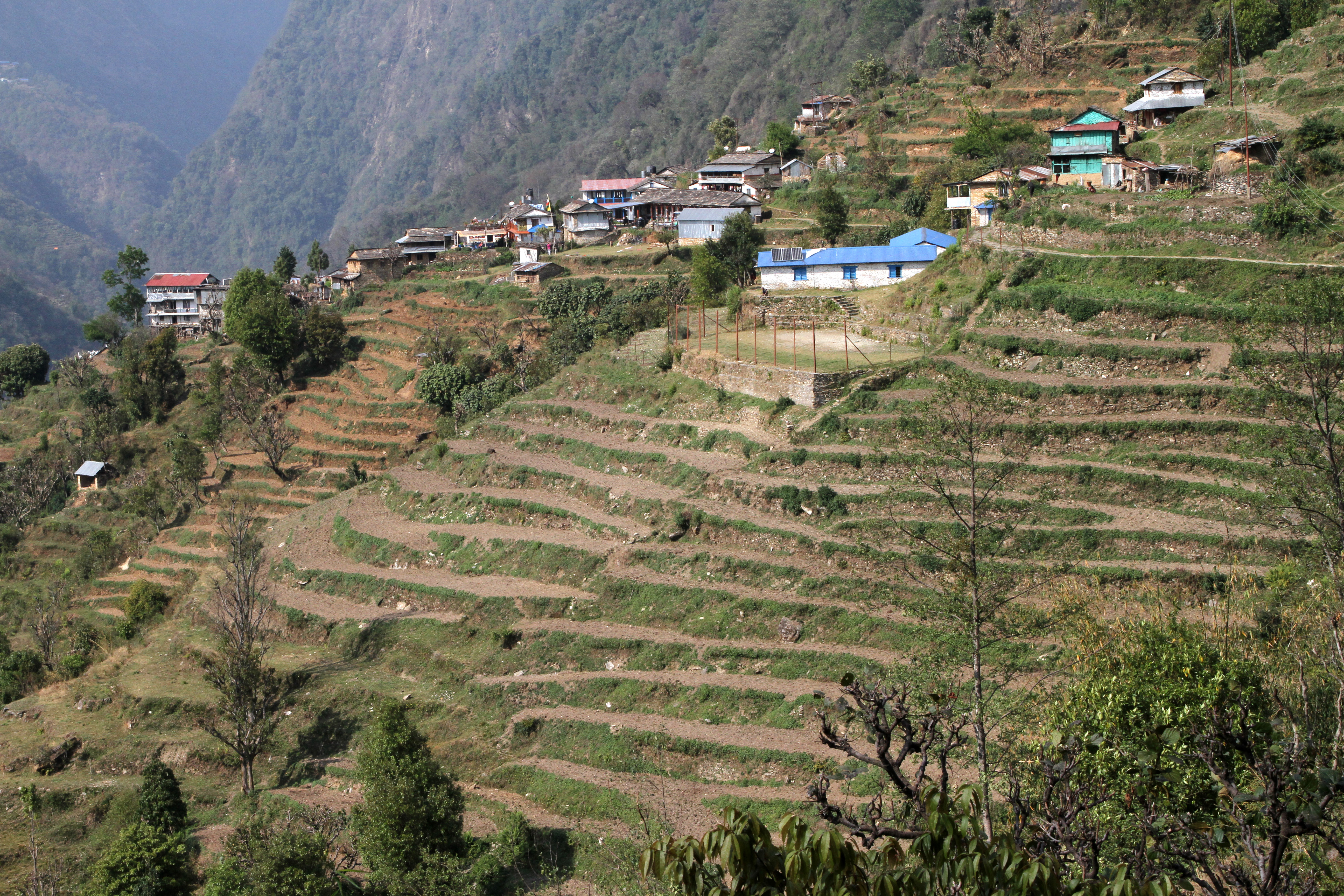